# 2016 StarCraft II World Championship Series
2016 StarCraft II World Championship Series — пятый чемпионат мира World Championship Series по StarCraft II, организованный Blizzard Entertainment и проведённый с января по ноябрь 2016 года. Формат турнира был существенно изменён относительно прошлых лет; рейтинговая система была разделена на две: WCS Korea, в которую были включены турниры GSL и SSL, и открытый рейтинг WCS, эволюционировавший из WCS Premier прошлого года. Победители крупнейших турниров года, а также киберспортсмены, набравшие наибольшее количество очков, приглашались на мировой финал, проводимый в рамках выставки BlizzCon, и сражались за звание чемпиона мира. Общий призовой фонд составил 2 миллиона долларов США, из которых на мировой финал пришлось 500 000 долларов, а чемпион мира получил 200 000.
Чемпионом мира стал Пён «ByuN» Хён У, второе место занял Пак «Dark» Риюнг У, а третье поделили между собой Ким «Stats» Дэ Ёп и Миколай «Elazer» Огоновски (матч за третье место не проводился).

## Предыстория и формат
Формат чемпионата 2016 года, проведённого на свежевышедшем дополнении StarCraft II: Legacy of the Void, был существенно изменён по сравнению с предыдущими годами. Рейтинговая система была разбита на две — WCS Korea и открытый рейтинг WCS (англ. WCS Circuit Standings). WCS Korea, включающая в себя турниры Global StarCraft II League (GSL) и StarCraft II StarLeague (SSL), была рассчитана на лучших киберспортсменов мира и открыта для всех желающих. Турниры открытого рейтинга WCS, эволюционировавшие из мероприятий WCS Premier League, рассчитаны на местных киберспортсменов и закрыты для корейских участников, не являющимися резидентами других стран. Как и в WCS Premier, на чемпионаты открытого рейтинга WCS Premier разыгрываются региональные отборочные (англ. Regional Challengers), победители которых попадают на основные мероприятия, названные чемпионатами Winter, Spring и Summer. На мировой финал приглашается по 8 игроков каждой рейтинговой системы. В 2016 году на WCS Global Finals стало возможным попасть не только заняв высокое место в рейтинге, но и став победителем одного из самых престижных турниров года. Из корейского региона на чемпионат мира приглашались победители двух сезонов GSL и SSL, а из открытого рейтинга — победители WCS Winter, WCS Spring и WCS Summer. Оставшиеся 4 слота корейского региона и 5 слотов открытого рейтинга распределялись между киберспортсменами, набравшими наибольшее число рейтинговых очков в своём рейтинговом регионе по итогам года.
Чемпионаты открытого рейтинга WCS были организованы Blizzard Entertainment в сотрудничестве с компаниями Electronic Sports League и DreamHack. Помимо прямой организации турниров WCS и мирового финала, Blizzard Entertainment также финансировала проведение сторонних турниров в рамках открытого рейтинга, добавляя денег в призовой фонд чемпионатов. В рамках корейского региона также проводился перекрёстный финал GSL/SSL для определения сильнейшего киберспортсмена в регионе.
Призовой фонд 2016 StarCraft II World Championship Series был увеличен до 2 000 000 долларов, из которых 500 000 шло на мировой финал, а чемпион мира получил 200 000. В эту цифру не включён призовой фонд турниров, организуемых партнёрами Blizzard Entertainment.

## Отборочные соревнования

### Открытый рейтинг WCS
WCS Winter Circuit Championship, прошедший 2—5 марта 2016 года в Катовице в рамках Intel Extreme Masters Katowice, закончился победой Чхве «Polt» Сун Хуна, одержавшим со счётом 4:2 победу над Йенсом «Snute» Оскордом. WCS Spring Circuit Championship прошёл 14—16 апреля 2016 года в Туре и окончился победой Тобиаса «ShoWTimE» Зибера над Артуром «Nerchio» Блохом со счётом 4:3. На WCS Summer Circuit Championship, прошедшем 12—18 августа в Монреале, Пан «TRUE» Тае Су победил Чхве «Polt» Сун Хуна со счётом 4:1.

### WCS Korea
Чемпионами двух сезонов GSL в 2016 году стали Джу «Zest» Сон Вук и Пён «ByuN» Хён У, а SSL — Пак «Dark» Риюнг У и Кан «Solar» Мин Су. Победа Пёна в GSL Season 2 стала первым случаем, когда крупный корейский турнир был выигран игроком без команды.
Примечательно, что в 2016 году впервые в истории StarCraft II корейский турнир был выигран некорейским игроком: Алекс «Neeb» Сандерхафт смог взять 2016 KeSPA Cup.

## Мировой финал

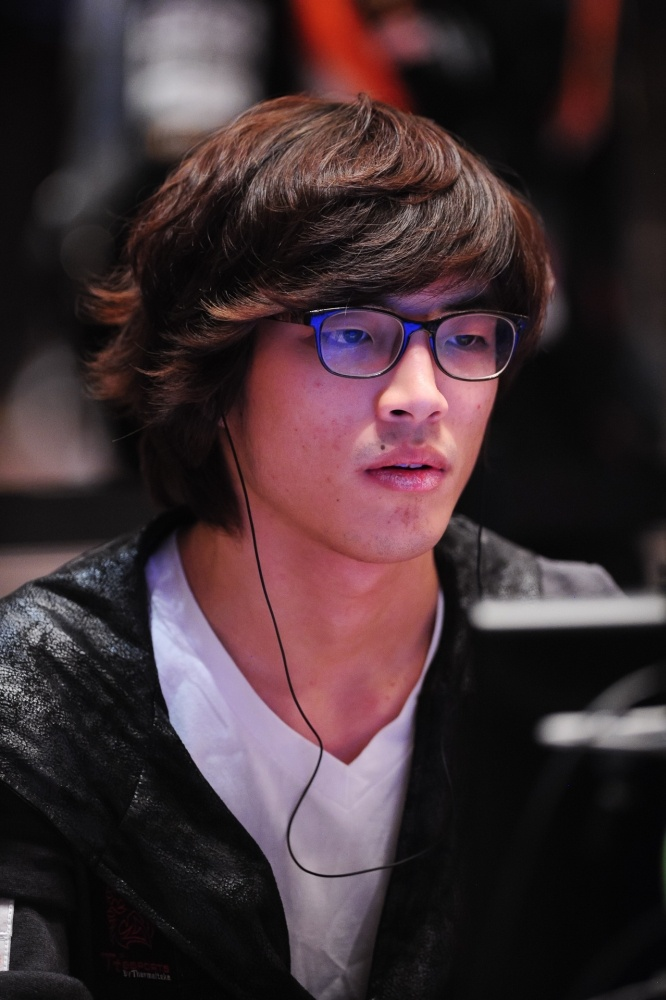
Пён «ByuN» Хён У — чемпион 2016 WCS Global Finals

Мировой финал начался с групповой стадии, в результате которой 8 из 16 игроков прошли в стадию плей-офф, прошедшую в рамках выставки BlizzCon 2016 в Анахайме, Калифорния, США с 4 по 5 ноября 2016 года.
2016 год отметился повышением уровня игры в некорейском регионе. Три некорейских игрока смогли одержать победу над корейцами в групповой стадии и выйти в плей-офф — Тобиас «ShoWTimE» Зибер, Миколай «Elazer» Огоновски и Алекс «Neeb» Сандерхафт. В четвертьфинале столкнулись ShoWTimE и Elazer, благодаря чему Elazer прошёл до полуфинала чемпионата мира, где проиграл со счётом 0:3. Neeb также проиграл со счётом 0:3 на стадии четвертьфинала.
Чемпионом мира стал Пён «ByuN» Хён У, одержавший в финале победу над Пак «Dark» Риюнг У со счётом 4:2. ByuN стал первым терраном, выигравшим WCS Global Finals, притом, что на мировой финал прошло всего два представителя этой расы, которые столкнулись на стадии четвертьфинала — он и Чон «TY» Тае Янг. В интервью после матча с TY Пён заявил, что теперь он будет рад любому возможному исходу, ведь он является последним терраном и «всем другим в этом сезоне не так повезло, как мне», однако выразил уверенность, что дойдёт до финала. По словам ByuN, перед финальным матчем он не очень был уверен в себе, что помогло ему — он смог показать хорошую игру и «был настолько спокоен, насколько это возможно для меня».
Матчи групповой стадии прошли в формате до двух побед, плей-офф — до трёх побед, а финал — до чеырёх побед. Турнирная таблица плей-офф финала:
|  | Четвертьфиналы | Четвертьфиналы | Четвертьфиналы |  |  | Полуфиналы | Полуфиналы | Полуфиналы |   |          | Финал    | Финал | Финал |
|  |                |                |                |  |  |            |            |            |   |          |          |       |       |
|  | (п) ShoWTimE   | (п) ShoWTimE   | 1              |  |  |            |            |            |   |          |          |       |       |
|  | (з) Elazer     | (з) Elazer     | 3              |  |  | (з) Elazer | (з) Elazer | 0          |   |          |          |       |       |
|  | (з) Dark       | (з) Dark       | 3              |  |  | (з) Dark   | (з) Dark   | 3          |   |          |          |       |       |
|  | (п) Neeb       | (п) Neeb       | 0              |  |  |            |            |            |   | (з) Dark | (з) Dark | 2     |       |
|  | (т) TY         | (т) TY         | 1              |  |  |            | (т) ByuN   | (т) ByuN   | 4 |          |          |       |       |
|  | (т) ByuN       | (т) ByuN       | 3              |  |  | (т) ByuN   | (т) ByuN   | 3          |   |          |          |       |       |
|  | (п) Zest       | (п) Zest       | 2              |  |  | (п) Stats  | (п) Stats  | 1          |   |          |          |       |       |
|  | (п) Stats      | (п) Stats      | 3              |  |  |            |            |            |   |          |          |       |       |
|  |                |                |                |  |  |            |            |            |   |          |          |       |       |
|  |                |                |                |  |  |            |            |            |   |          |          |       |       |